# 安芸郡 (広島県)
- 令制国一覧 > 山陽道 > 安芸国 > 安芸郡
- 日本 > 中国地方 > 広島県 > 安芸郡

安芸郡（あきぐん）は、広島県（安芸国）の郡。
人口116,053人、面積73.65km²、人口密度1,576人/km²。（2025年2月1日、推計人口）
下記の4町を含む。
- 府中町（ふちゅうちょう）
- 海田町（かいたちょう）
- 熊野町（くまのちょう）
- 坂町（さかちょう）

## 郡域
1878年（明治11年）に行政区画として発足した当時の郡域は、上記4町のほか、下記の区域にあたる。
- 広島市
  - 安芸区の大部分（阿戸町を除く）
  - 東区の大部分（概ね牛田南、牛田東、中山西、中山南、矢賀町、矢賀、矢賀新町以北および東山町の一部）
  - 南区の一部（概ね仁保沖町、丹那町、山城町、南大河町、北大河町、西霞町、東霞町、西本浦町、東本浦町、仁保新町、仁保、小磯町より南東、元宇品町・宇品町・似島町および東駅町の一部）
- 呉市の一部（警固屋町、宮原村、和庄町、清水、東畑、上畑町、荘山田村、栃原町、苗代町以西および音戸町各町・倉橋町・下蒲刈町各町・蒲刈町各町）
- 江田島市の一部（江田島町津久茂を除く江田島町各町）

## 歴史
律令制下に置かれた郡であるが、その領域は現在よりもずっと広かった。しかし、平安時代には南北に分けられ、それぞれ安北郡・安南郡となった。1664年（寛文4年）、江戸幕府の指示により安北郡は高宮郡、安南郡は安芸郡と再改称。1898年（明治31年）、高宮郡は沼田郡と合併して安佐郡となった。

### 近世以降の沿革
- 明治初年時点では全域が安芸広島藩領であった。「旧高旧領取調帳」に記載されている明治初年時点での村は以下の通り。（1町47村）

広島城下（一部）、牛田村、新山村、戸坂村、中山村、温品村、矢賀村（現・広島市東区）、府中村、仁保島、船越村、海田市、奥海田村、畑賀村、中野村、下瀬野村、上瀬野村、熊野村、苗代村、栃原村、川角村、平谷村、押込村、焼山村、矢野村、坂村、大屋村、吉浦、和庄村、庄山田村、宮原村、警固屋村、瀬戸島、蒲刈島、倉橋島、渡子島、江田島、大黒村、段原村、比治村、矢賀村（現・広島市南区）、尾長村、古川村、大須賀村、明星院村、白島村、山崎新開、大須新開、東新開、皆実新開
- 明治4年7月14日（1871年8月29日） - 廃藩置県により広島県の管轄となる。
- 明治11年（1878年）11月1日 - 郡区町村編制法の広島県での施行により、下記の変更が行われる。（38村）
  - 広島城下・大黒村・段原村・比治村・矢賀村（現・広島市南区）・尾長村・大須賀村・白島村・大須新開・東新開・皆実新開、沼田郡観音村・川添村・船入村・水主町新開・吉島新開・六町目村・江波新開・白島村[8]の区域をもって広島区が発足し、郡より離脱[9]。
  - 残部に行政区画としての安芸郡が発足。郡役所が海田市村に設置。
- 明治15年（1882年）（34村）
  - 新山村が牛田村に、山崎新田が広島区段原村にそれぞれ合併。
  - 明星院村および古川村の一部が広島区大須賀村に合併。
  - 古川村の残部が広島区尾長村に合併。
- 明治22年（1889年）4月1日 - 町村制の施行により、以下の町村が発足。［　］は合併した村。（1町29村）
  - 牛田村、戸坂村、中山村、矢賀村、温品村（現・広島市）
  - 府中村（現・府中町）
  - 仁保島村、船越村（現・広島市）
  - 海田市町、奥海田村（現・海田町）
  - 畑賀村、中野村、下瀬野村、上瀬野村（現・広島市）
  - 熊野村（現・熊野町）
  - 本庄村［栃原村・苗代村・押込村・平谷村・川角村］（現・呉市、熊野町）、焼山村（現・呉市）
  - 矢野村（現・広島市）
  - 坂村（現・坂町）
  - 大屋村、吉浦村、荘山田村、和庄村、宮原村、警固屋村、瀬戸島村、渡子島村、倉橋島村、蒲刈島村（現・呉市）
  - 江田島村（現・江田島市）
- 明治24年（1891年）7月27日 - 蒲刈島村が分割し、一部[10]に上蒲刈島村、残部に下蒲刈島村がそれぞれ発足。（1町30村）
- 明治25年（1892年）9月1日 - 和庄村が町制施行して和庄町となる。（2町29村）
- 明治32年（1899年）7月1日 - 郡制を施行。郡役所が和庄町に設置。
- 明治35年（1902年）
  - 4月1日 - 吉浦村の一部が分立して二川町が発足。（3町29村）
  - 10月1日 - 二川町・荘山田村・和庄町・宮原村が合併し市制施行して呉市となり、郡より離脱。（1町27村）
- 明治37年（1904年） - 仁保島村の一部[11]が広島市に編入。
- 明治39年（1906年）
  - 1月1日 - 瀬戸島村が町制施行・改称して音戸町となる。（2町26村）
  - 6月1日 - 警固屋村が町制施行して警固屋町となる。（3町25村）
- 大正5年（1916年）2月11日 - 吉浦村が町制施行して吉浦町となる。（4町24村）
- 大正6年（1917年）
  - 8月31日 - 仁保島村が改称して仁保村となる。
  - 10月1日 - 矢野村が町制施行して矢野町となる。（5町23村）
- 大正7年（1918年）10月1日 - 熊野村が町制施行して熊野町となる。（6町22村）
- 大正12年（1923年）4月1日 - 郡会が廃止。郡役所は存続。
- 大正14年（1925年）2月1日 - 江田島村が佐伯郡津久茂村を編入。
- 大正15年（1926年）7月1日 - 郡役所が廃止。以降は地域区分名称となる。
- 昭和3年（1928年）
  - 4月1日 - 吉浦町・警固屋町が呉市に編入。（4町22村）
  - 11月1日 - 船越村が町制施行して船越町となる。（5町21村）
- 昭和4年（1929年）4月1日 - 仁保村・矢賀村・牛田村が広島市に編入。（5町18村）
- 昭和6年（1931年）4月1日（5町16村）
  - 本庄村の一部（平谷・川角）が熊野町に編入。
  - 焼山村および本庄村の残部（栃原・苗代・押込）が合併して昭和村が発足。
  - 上瀬野村・下瀬野村が合併して瀬野村が発足。
- 昭和7年（1932年）4月1日 - 音戸町・渡子島村が合併し、改めて音戸町が発足。（5町15村）
- 昭和12年（1937年）1月1日 - 府中村が町制施行して府中町となる。（6町14村）
- 昭和22年（1947年）8月1日 - 下蒲刈島村の一部[12]が分立して向村となる。（6町15村）
- 昭和25年（1950年）8月1日 - 坂村が町制施行して坂町となる。（7町14村）
- 昭和26年（1951年）
  - 3月1日 - 賀茂郡熊野跡村の所属郡が本郡に変更。（7町15村）
  - 10月1日 - 江田島村が町制施行して江田島町となる。（8町14村）
  - 11月3日 - 大屋村が町制施行・改称して天応町となる。（9町13村）
- 昭和27年（1952年）6月1日（11町11村）
  - 奥海田村が町制施行・改称して東海田町となる。
  - 倉橋島村が町制施行・改称して倉橋町となる。
- 昭和30年（1955年）4月10日 - 戸坂村が広島市に編入。（11町10村）
- 昭和31年（1956年）
  - 3月31日 - 温品村と安佐郡福木村が合併して安芸町が発足。（12町8村）
  - 4月1日 - 中山村が広島市に編入。（12町7村）
  - 9月30日
    - 畑賀村・中野村・瀬野村が合併して瀬野川町が発足。（13町4村）
    - 海田市町・東海田町が合併して海田町が発足。（12町4村）
    - 向村・上蒲刈島村が合併して蒲刈町が発足。（13町3村）

  - 10月1日 - 天応町・昭和村が呉市に編入。（12町2村）
- 昭和37年（1962年）1月1日 - 下蒲刈島村が町制施行・改称して下蒲刈町となる。（13町1村）
- 昭和48年（1973年）3月20日 - 瀬野川町が広島市に編入。（12町1村）
- 昭和49年（1974年）11月1日 - 安芸町・熊野跡村が広島市に編入。（11町）
- 昭和50年（1975年）3月20日 - 矢野町・船越町が広島市に編入。（9町）
- 平成15年（2003年）4月1日 - 下蒲刈町が呉市に編入。（8町）
- 平成16年（2004年）11月1日 - 江田島町が佐伯郡能美町・沖美町・大柿町と合併して江田島市が発足し、郡より離脱。（7町）
- 平成17年（2005年）3月20日 - 音戸町・倉橋町・蒲刈町が呉市に編入。（4町）

### 変遷表
| 明治以前       | 明治以前       | 明治12年       | 明治15年       | 明治22年 4月1日 町村制施行 | 明治22年 - 大正15年          | 明治22年 - 大正15年            | 昭和元年 - 昭和29年              | 昭和30年 - 昭和39年          | 昭和40年 - 昭和64年          | 平成元年 - 現在                | 現在          |
| -------------- | -------------- | -------------- | -------------- | -------------------------- | ---------------------------- | ------------------------------ | -------------------------------- | ---------------------------- | ---------------------------- | ------------------------------ | ------------- |
| 仁保島村       | 一部を除く     | 仁保島村       | 仁保島村       | 仁保島村                   | 仁保島村                     | 大正6年8月31日 改称 仁保村     | 昭和4年4月1日 広島市に編入       | 広島市                       | 広島市                       | 広島市                         | 広島市 南区   |
| 仁保島村       | 一部           | 仁保島村       | 仁保島村       | 仁保島村                   | 仁保島村                     | 明治37年9月15日 広島市に編入   | 広島市                           | 広島市                       | 広島市                       | 広島市                         | 広島市 南区   |
| 山崎新田       | 山崎新田       | 山崎新田       | 広島区         | 広島市                     | 広島市                       | 広島市                         | 広島市                           | 広島市                       | 広島市                       | 広島市                         | 広島市 南区   |
| 矢賀村         | 矢賀村         | 広島区         | 広島区         | 広島市                     | 広島市                       | 広島市                         | 広島市                           | 広島市                       | 広島市                       | 広島市                         | 広島市 南区   |
| 大黒村         |                | 広島区         | 広島区         | 広島市                     | 広島市                       | 広島市                         | 広島市                           | 広島市                       | 広島市                       | 広島市                         | 広島市 南区   |
| 段原村         |                | 広島区         | 広島区         | 広島市                     | 広島市                       | 広島市                         | 広島市                           | 広島市                       | 広島市                       | 広島市                         | 広島市 南区   |
| 比治村         |                | 広島区         | 広島区         | 広島市                     | 広島市                       | 広島市                         | 広島市                           | 広島市                       | 広島市                       | 広島市                         | 広島市 南区   |
| 東新田         |                | 広島区         | 広島区         | 広島市                     | 広島市                       | 広島市                         | 広島市                           | 広島市                       | 広島市                       | 広島市                         | 広島市 南区   |
| 皆実新田       |                | 広島区         | 広島区         | 広島市                     | 広島市                       | 広島市                         | 広島市                           | 広島市                       | 広島市                       | 広島市                         | 広島市 南区   |
| 大須新田       |                | 広島区         | 広島区         | 広島市                     | 広島市                       | 広島市                         | 広島市                           | 広島市                       | 広島市                       | 広島市                         | 広島市 南区   |
| 大須賀村       | 一部           | 広島区         | 広島区         | 広島市                     | 広島市                       | 広島市                         | 広島市                           | 広島市                       | 広島市                       | 広島市                         | 広島市 南区   |
| 大須賀村       | 一部           | 広島区         | 広島区         | 広島市                     | 広島市                       | 広島市                         | 広島市                           | 広島市                       | 広島市                       | 広島市                         | 広島市 東区   |
| 尾長村         |                | 広島区         | 広島区         | 広島市                     | 広島市                       | 広島市                         | 広島市                           | 広島市                       | 広島市                       | 広島市                         | 広島市 東区   |
| 広島城下       | 広島城下       | 広島区         | 広島区         | 広島市                     | 広島市                       | 広島市                         | 広島市                           | 広島市                       | 広島市                       | 広島市                         | 広島市 中区   |
| 白島村         |                | 広島区         | 広島区         | 広島市                     | 広島市                       | 広島市                         | 広島市                           | 広島市                       | 広島市                       | 広島市                         | 広島市 中区   |
| 古川村         | 古川村         | 古川村         | 広島区         | 広島市                     | 広島市                       | 広島市                         | 広島市                           | 広島市                       | 広島市                       | 広島市                         | 広島市 東区   |
| 明星院村       | 明星院村       | 明星院村       | 広島区         | 広島市                     | 広島市                       | 広島市                         | 広島市                           | 広島市                       | 広島市                       | 広島市                         | 広島市 東区   |
| 牛田村         | 牛田村         | 牛田村         | 牛田村         | 牛田村                     | 牛田村                       | 牛田村                         | 昭和4年4月1日 広島市に編入       | 広島市                       | 広島市                       | 広島市                         | 広島市 東区   |
| 新山村         | 新山村         | 新山村         | 牛田村         | 牛田村                     | 牛田村                       | 牛田村                         | 昭和4年4月1日 広島市に編入       | 広島市                       | 広島市                       | 広島市                         | 広島市 東区   |
| 矢賀村         | 矢賀村         | 矢賀村         | 矢賀村         | 矢賀村                     | 矢賀村                       | 矢賀村                         | 昭和4年4月1日 広島市に編入       | 広島市                       | 広島市                       | 広島市                         | 広島市 東区   |
| 戸坂村         | 戸坂村         | 戸坂村         | 戸坂村         | 戸坂村                     | 戸坂村                       | 戸坂村                         | 戸坂村                           | 昭和30年4月1日 広島市に編入  | 広島市                       | 広島市                         | 広島市 東区   |
| 中山村         | 中山村         | 中山村         | 中山村         | 中山村                     | 中山村                       | 中山村                         | 中山村                           | 昭和31年4月1日 広島市に編入  | 広島市                       | 広島市                         | 広島市 東区   |
| 温品村         | 温品村         | 温品村         | 温品村         | 温品村                     | 温品村                       | 温品村                         | 温品村                           | 昭和31年3月31日 安芸町       | 昭和49年11月1日 広島市に編入 | 広島市                         | 広島市 東区   |
| 高宮郡馬木村   | 高宮郡馬木村   | 高宮郡馬木村   | 高宮郡馬木村   | 高宮郡 福木村              | 明治31年10月1日 安佐郡福木村 | 明治31年10月1日 安佐郡福木村   | 安佐郡福木村                     | 昭和31年3月31日 安芸町       | 昭和49年11月1日 広島市に編入 | 広島市                         | 広島市 東区   |
| 高宮郡福田村   | 高宮郡福田村   | 高宮郡福田村   | 高宮郡福田村   | 高宮郡 福木村              | 明治31年10月1日 安佐郡福木村 | 明治31年10月1日 安佐郡福木村   | 安佐郡福木村                     | 昭和31年3月31日 安芸町       | 昭和49年11月1日 広島市に編入 | 広島市                         | 広島市 東区   |
| 賀茂郡熊野跡村 | 賀茂郡熊野跡村 | 賀茂郡熊野跡村 | 賀茂郡熊野跡村 | 賀茂郡 熊野跡村            | 賀茂郡熊野跡村               | 賀茂郡熊野跡村                 | 昭和26年3月1日 所属変更 熊野跡村 | 熊野跡村                     | 昭和49年11月1日 広島市に編入 | 広島市                         | 広島市 安芸区 |
| 上瀬野村       | 上瀬野村       | 上瀬野村       | 上瀬野村       | 上瀬野村                   | 上瀬野村                     | 上瀬野村                       | 昭和6年4月1日 瀬野村             | 昭和31年9月30日 瀬野川町     | 昭和48年3月20日 広島市に編入 | 広島市                         | 広島市 安芸区 |
| 下瀬野村       | 下瀬野村       | 下瀬野村       | 下瀬野村       | 下瀬野村                   | 下瀬野村                     | 下瀬野村                       | 昭和6年4月1日 瀬野村             | 昭和31年9月30日 瀬野川町     | 昭和48年3月20日 広島市に編入 | 広島市                         | 広島市 安芸区 |
| 中野村         | 中野村         | 中野村         | 中野村         | 中野村                     | 中野村                       | 中野村                         | 中野村                           | 昭和31年9月30日 瀬野川町     | 昭和48年3月20日 広島市に編入 | 広島市                         | 広島市 安芸区 |
| 畑賀村         | 畑賀村         | 畑賀村         | 畑賀村         | 畑賀村                     | 畑賀村                       | 畑賀村                         | 畑賀村                           | 昭和31年9月30日 瀬野川町     | 昭和48年3月20日 広島市に編入 | 広島市                         | 広島市 安芸区 |
| 船越村         | 船越村         | 船越村         | 船越村         | 船越村                     | 船越村                       | 船越村                         | 昭和3年11月1日 町制 船越町       | 船越町                       | 昭和50年3月20日 広島市に編入 | 広島市                         | 広島市 安芸区 |
| 矢野村         | 矢野村         | 矢野村         | 矢野村         | 矢野村                     | 矢野村                       | 大正6年10月1日 町制 矢野町     | 矢野町                           | 矢野町                       | 昭和50年3月20日 広島市に編入 | 広島市                         | 広島市 安芸区 |
| 海田市町       | 海田市町       | 海田市町       | 海田市町       | 海田市町                   | 海田市町                     | 海田市町                       | 海田市町                         | 昭和31年9月30日 海田町       | 海田町                       | 海田町                         | 海田町        |
| 奥海田村       | 奥海田村       | 奥海田村       | 奥海田村       | 奥海田村                   | 奥海田村                     | 奥海田村                       | 昭和27年6月1日 町制改称 東海田町 | 昭和31年9月30日 海田町       | 海田町                       | 海田町                         | 海田町        |
| 府中村         | 府中村         | 府中村         | 府中村         | 府中村                     | 府中村                       | 府中村                         | 昭和12年4月1日 町制 府中町       | 府中町                       | 府中町                       | 府中町                         | 府中町        |
| 坂村           | 坂村           | 坂村           | 坂村           | 坂村                       | 坂村                         | 坂村                           | 昭和25年8月1日 町制 坂町         | 坂町                         | 坂町                         | 坂町                           | 坂町          |
| 熊野村         | 熊野村         | 熊野村         | 熊野村         | 熊野村                     | 熊野村                       | 大正7年10月1日 町制 熊野町     | 熊野町                           | 熊野町                       | 熊野町                       | 熊野町                         | 熊野町        |
| 平谷村         | 平谷村         | 平谷村         | 平谷村         | 本庄村                     | 本庄村                       | 本庄村                         | 昭和6年4月1日 熊野町に編入       | 熊野町                       | 熊野町                       | 熊野町                         | 熊野町        |
| 川角村         | 川角村         | 川角村         | 川角村         | 本庄村                     | 本庄村                       | 本庄村                         | 昭和6年4月1日 熊野町に編入       | 熊野町                       | 熊野町                       | 熊野町                         | 熊野町        |
| 栃原村         | 栃原村         | 栃原村         | 栃原村         | 本庄村                     | 本庄村                       | 本庄村                         | 昭和6年4月1日 昭和村             | 昭和31年10月1日 呉市に編入   | 呉市                         | 呉市                           | 呉市          |
| 苗代村         | 苗代村         | 苗代村         | 苗代村         | 本庄村                     | 本庄村                       | 本庄村                         | 昭和6年4月1日 昭和村             | 昭和31年10月1日 呉市に編入   | 呉市                         | 呉市                           | 呉市          |
| 押込村         | 押込村         | 押込村         | 押込村         | 本庄村                     | 本庄村                       | 本庄村                         | 昭和6年4月1日 昭和村             | 昭和31年10月1日 呉市に編入   | 呉市                         | 呉市                           | 呉市          |
| 焼山村         | 焼山村         | 焼山村         | 焼山村         | 焼山村                     | 焼山村                       | 焼山村                         | 昭和6年4月1日 昭和村             | 昭和31年10月1日 呉市に編入   | 呉市                         | 呉市                           | 呉市          |
| 大屋村         | 大屋村         | 大屋村         | 大屋村         | 大屋村                     | 大屋村                       | 大屋村                         | 昭和26年11月3日 町制改称 天応町  | 昭和31年10月1日 呉市に編入   | 呉市                         | 呉市                           | 呉市          |
| 警固屋村       | 警固屋村       | 警固屋村       | 警固屋村       | 警固屋村                   | 警固屋村                     | 明治39年6月1日 町制 警固屋町   | 昭和3年4月1日 呉市に編入         | 呉市                         | 呉市                         | 呉市                           | 呉市          |
| 吉浦村         | 吉浦村         | 吉浦村         | 吉浦村         | 吉浦村                     | 吉浦村                       | 大正5年2月11日 町制 吉浦町     | 昭和3年4月1日 呉市に編入         | 呉市                         | 呉市                         | 呉市                           | 呉市          |
| 吉浦村         | 吉浦村         | 吉浦村         | 吉浦村         | 吉浦村                     | 明治35年4月1日 分立 二川町   | 明治35年10月1日 呉市           | 呉市                             | 呉市                         | 呉市                         | 呉市                           | 呉市          |
| 和庄村         | 和庄村         | 和庄村         | 和庄村         | 和庄村                     | 明治25年9月1日 町制 和庄町   | 明治35年10月1日 呉市           | 呉市                             | 呉市                         | 呉市                         | 呉市                           | 呉市          |
| 宮原村         | 宮原村         | 宮原村         | 宮原村         | 宮原村                     | 宮原村                       | 明治35年10月1日 呉市           | 呉市                             | 呉市                         | 呉市                         | 呉市                           | 呉市          |
| 荘山田村       | 荘山田村       | 荘山田村       | 荘山田村       | 荘山田村                   | 荘山田村                     | 明治35年10月1日 呉市           | 呉市                             | 呉市                         | 呉市                         | 呉市                           | 呉市          |
| 蒲刈島村       | 一部           | 蒲刈島村       | 蒲刈島村       | 蒲刈島村                   | 明治24年7月27日 下蒲刈島村   | 明治24年7月27日 下蒲刈島村     | 下蒲刈村                         | 昭和37年1月1日 町制 下蒲刈町 | 下蒲刈町                     | 平成15年4月1日 呉市に編入      | 呉市          |
| 蒲刈島村       | 一部           | 蒲刈島村       | 蒲刈島村       | 蒲刈島村                   | 明治24年7月27日 下蒲刈島村   | 明治24年7月27日 下蒲刈島村     | 昭和22年8月1日 分立 向村         | 昭和31年9月30日 蒲刈町       | 蒲刈町                       | 平成17年3月20日 呉市に編入     | 呉市          |
| 蒲刈島村       | 一部           | 蒲刈島村       | 蒲刈島村       | 蒲刈島村                   | 明治24年7月27日 上蒲刈島村   | 明治24年7月27日 上蒲刈島村     | 上蒲刈島村                       | 昭和31年9月30日 蒲刈町       | 蒲刈町                       | 平成17年3月20日 呉市に編入     | 呉市          |
| 倉橋島村       | 倉橋島村       | 倉橋島村       | 倉橋島村       | 倉橋島村                   | 倉橋島村                     | 倉橋島村                       | 昭和27年6月1日 町制改称 倉橋町   | 倉橋町                       | 倉橋町                       | 平成17年3月20日 呉市に編入     | 呉市          |
| 瀬戸島村       | 瀬戸島村       | 瀬戸島村       | 瀬戸島村       | 瀬戸島村                   | 瀬戸島村                     | 明治39年1月1日 町制改称 音戸町 | 昭和7年4月1日 音戸町             | 音戸町                       | 音戸町                       | 平成17年3月20日 呉市に編入     | 呉市          |
| 渡子島村       | 渡子島村       | 渡子島村       | 渡子島村       | 渡子島村                   | 渡子島村                     | 渡子島村                       | 昭和7年4月1日 音戸町             | 音戸町                       | 音戸町                       | 平成17年3月20日 呉市に編入     | 呉市          |
| 江田島村       | 江田島村       | 江田島村       | 江田島村       | 江田島村                   | 江田島村                     | 江田島村                       | 昭和26年10月1日 町制 江田島町    | 江田島町                     | 江田島町                     | 平成16年11月1日 江田島市の一部 | 江田島市      |
| 佐伯郡津久茂村 | 佐伯郡津久茂村 | 佐伯郡津久茂村 | 佐伯郡津久茂村 | 佐伯郡 津久茂村            | 佐伯郡津久茂村               | 大正14年2月1日 江田島村に編入  | 昭和26年10月1日 町制 江田島町    | 江田島町                     | 江田島町                     | 平成16年11月1日 江田島市の一部 | 江田島市      |

## 行政
歴代郡長
| 代 | 氏名 | 就任年月日                | 退任年月日                | 備考                   |
| -- | ---- | ------------------------- | ------------------------- | ---------------------- |
| 1  |      | 明治11年（1878年）11月1日 |                           |                        |
|    |      |                           | 大正15年（1926年）6月30日 | 郡役所廃止により、廃官 |